# جليزا 176 b
غليس 176 بي (بالإنجليزية: Gliese 176 b)‏ الذي يرمز له بالرمز HD 285968b، هو كوكب خارج المجموعة الشمسية، في كوكبة الثور (كوكبة)، يتبع غليس 176 ‏.

## الاكتشاف
اكتشف في 7 سبتمبر 2007.